# 1903 في الولايات المتحدة
فيما يلي قوائم الأحداث التي وقعت خلال عام 1903 في الولايات المتحدة.

## سياسة

### تعيين في المنصب
- 5 يناير – جون سباركس حاكم نيفادا  [لغات أخرى]‏.
- 7 يناير – جورج كوبر باردي حاكم كاليفورنيا.
- 15 يناير – جورج ايرل تشامبرلين حاكم ولاية أوريغون [الإنجليزية]‏.
- 4 مارس – جون نانس غارنر عضو مجلس النواب الأمريكي.
- 4 مارس – ويليام راندولف هارست عضو مجلس النواب الأمريكي.
- 4 مارس – ويليام سولزر عضو مجلس النواب الأمريكي.
- 15 أغسطس – صموئيل بالدوين ماركس يونغ رئيس أركان جيش الولايات المتحدة.

### انتهاء فترة المنصب
- 3 مارس – توماس شيبمان ماكراي عضو مجلس النواب الأمريكي.
- 4 مارس – جيتر كونيلي بريتشارد عضو مجلس الشيوخ الأمريكي.

## ظهور
- 1 يناير – ميامي هيرالد
- 1 يناير – نداء البرية رواية من تأليف جاك لندن.

## كتب
من الكتب التي صدرت هذه السنة في الولايات المتحدة:
- 1 يناير – السفراء من تأليف هنري جيمس.
- 1 يناير – جزيرة يو المسحورة من تأليف ليمان فرانك بوم.
- 1 يناير – نداء البرية من تأليف جاك لندن.

## مواليد

### يناير
- 1 يناير – جوليان بي بويد مؤرخ أمريكي.
- 16 يناير – بيتر بروكو ممثل أمريكي.
- 17 يناير – وارن هال
- 27 يناير – هاورد بيرسي روبرتسون

### فبراير
- 14 فبراير – ستيوارت إروين
- 16 فبراير – إدغار بيرغن
- 22 فبراير – جو غليك ملاكم من الولايات المتحدة الأمريكية.
- 28 فبراير – فنسنت مينيلي

### مارس
- 2 مارس – وليام هايد ممثل من الولايات المتحدة الأمريكية.
- 10 مارس – كليربوث لوس
- 14 مارس – أدولف غوتليب فنان أمريكي.
- 17 مارس – دون ديلاواي ممثل أمريكي.
- 20 مارس – إدغار بوكانان
- 20 مارس – فنسنت ريتشاردز لاعب كرة مضرب من الولايات المتحدة.

### أبريل
- 6 أبريل – هارولد يوجين إجيرتون مصور أمريكي.
- 8 أبريل – مارشال هارفي ستون رياضياتي أمريكي.
- 9 أبريل – جريجوري بنكوس
- 9 أبريل – وارد بوند ممثل أمريكي.
- 25 أبريل – بيرك جونز لاعب كرة قدم من الولايات المتحدة الأمريكية.

### مايو
- 1 مايو – فرانسيس إكس بوشمان جونيور ممثل أمريكي.
- 2 مايو – بينجامين سبوك سياسي أمريكي.
- 3 مايو – إلياس أبو شبكة صحفي من الولايات المتحدة الأمريكية.
- 3 مايو – بينغ كروسبي
- 4 مايو – لوثر أدلر
- 5 مايو – جيمس بيرد
- 23 مايو – تشارلز موريس فيلسوف أمريكي.
- 24 مايو – أوليفر أوستين

### يونيو
- 3 يونيو – إدي أكوف
- 13 يونيو – ريد جرانج لاعب كرة قدم أمريكية.
- 14 يونيو – ألونزو تشرتش رياضياتي أمريكي.
- 19 يونيو – لو جيرج لاعب كرة قاعدة من الولايات المتحدة الأمريكية.
- 22 يونيو – جون ديلينجر مجرم من الولايات المتحدة الأمريكية.
- 26 يونيو – هويلاند يونغ كيميائية أمريكية.

### يوليو
- 1 يوليو – دون بيدو
- 2 يوليو – تشارلز بوليتي قاضي أمريكي.
- 14 يوليو – كين موراي
- 19 يوليو – باربرا بيدفورد ممثلة أمريكية.
- 19 يوليو – كينغسلي أيه تافت سياسي أمريكي.
- 22 يوليو – باد تايلور ملاكم من الولايات المتحدة الأمريكية.
- 23 يوليو – جورج تيودور ميكلسون سياسي أمريكي.

### أغسطس
- 5 أغسطس – رنسيس ليكرث
- 7 أغسطس – جورج دوغلاس ممثل أمريكي.
- 16 أغسطس – جاك سيلفر
- 23 أغسطس – تشارلز ف برانان سياسي أمريكي.

### سبتمبر
- 1 سبتمبر – فلورنسا طومسون فلاحة من الولايات المتحدة الأمريكية.
- 11 سبتمبر – ميريل مور
- 27 سبتمبر – ليونارد بار
- 29 سبتمبر – تيد دي كورسيا ممثل أمريكي.

### أكتوبر
- 3 أكتوبر – وليام أ بركة خان
- 4 أكتوبر – جون أتاناسوف
- 5 أكتوبر – إم. كينج هوبرت
- 20 أكتوبر – جون ديفيس لودج سياسي أمريكي.
- 22 أكتوبر – جورج بيدل سياسي أمريكي.
- 22 أكتوبر – كيرلي هاورد

### نوفمبر
- 12 نوفمبر – جاك اوكي ممثل أمريكي.

### ديسمبر
- 13 ديسمبر – إيلا بيكر نسويّة من الولايات المتحدة الأمريكية.
- 13 ديسمبر – نورمان فوستر
- 16 ديسمبر – هاردي ألبرايت
- 17 ديسمبر – إرسكين كالدويل
- 20 ديسمبر – اورين هاريس سياسي أمريكي.
- 22 ديسمبر – هالدان هارتلاين
- 24 ديسمبر – جوزيف كورنيل فنان أمريكي.
- 26 ديسمبر – اليشا كوك الابن ممثل أمريكي.
- 27 ديسمبر – تشارلز ه .راسل سياسي أمريكي.

## وفيات

### يناير
- 1 يناير – فرانك ألكسندر مونتجومري (مواليد 1830) كاتب سير ذاتية من الولايات المتحدة الأمريكية.
- 5 يناير – روزويل فارنهام (مواليد 1827) سياسي أمريكي.

### فبراير
- 28 فبراير – إيميلي وارين رويبلنج (مواليد 1843) مهندسة من الولايات المتحدة الأمريكية.

### مارس
- 11 مارس - لو غراهام، سيدة أعمال ثرية من ألمانيا (ولدت عام 1857 في ألمانيا)
- 16 مارس - روي بين، قاضي الصلح (ولد عام 1825)[1]
- 20 مارس - تشارلز غودفري ليلاند، فكاهي وفلكلوري وشاعر (ولد عام 1824)

### أبريل
- 22 أبريل – الكسندر رمزي (مواليد 1815) سياسي أمريكي.
- 28 أبريل – جوزيه غيبس (مواليد 1839)

### يوليو
- 3 يوليو – هارييت لين (مواليد 1830) سياسية من الولايات المتحدة الأمريكية.
- 17 يوليو – جيمس مكنيل ويسلر (مواليد 1834)

### أغسطس
- 14 أغسطس – جورج والدرون تشيني (مواليد 1853) سياسي أمريكي.
- 28 أغسطس – فريدريك لو أولمستد (مواليد 1822)

### سبتمبر
- 9 سبتمبر – تشارلز يوجين فلاندريو (مواليد 1828) سياسي أمريكي.

### نوفمبر
- 13 نوفمبر – كاميل بيسارو (مواليد 1830) رسام فرنسي.
- 17 نوفمبر – ادوين لورد ويكس (مواليد 1849) فنان أمريكي.
- 18 نوفمبر – جيمس بيفرلي سينر (مواليد 1837) سياسي أمريكي.